# Othman Jorio
Haj Othman Jorio, né en 1916 à Rabat et mort le 6 décembre 2009 à l'âge de 93 ans, est l'un des signataires du Manifeste de l'indépendance.
Il avait accédé à des titres prestigieux, notamment "la Alimiya" en 1948 à Université Al Quaraouiyine[pas clair]. Il est l'auteur de plusieurs œuvres scientifiques et littéraires, dont le manuel Al Moutalaâ Al Arabia pour le cycle primaire (1943). Il a aussi rédigé plusieurs textes littéraires et des chants patriotiques qu'il enseignait à ses élèves, bravant la censure des autorités du protectorat qui l'ont empêché de les publier.
En 1932, il a travaillé à l'Association islamique de bienfaisance. C'est l'un des fondateurs de l'enseignement privé national avec l'école Rhamania. Il avait de solides relations avec Ahmed  Balafrej à l'École M'hammed Guessous, établissement dont il a écrit l'hymne.
Il a rédigé de nombreuses motions aboutissant au Manifeste de l'Indépendance adressé par les oulémas, les jeunes, les ouvriers, ses commerçants, les hommes d'affaires à Mohammed V. Il a publié plusieurs articles dans le journal Al Atlas et dans la revue Al-Maghreb. Il a poursuivi son action nationale dans le cadre de l'enseignement privé à la tête de l'établissement des écoles Mohammed V, qui a joué un rôle pionnier dans la formation des générations nationalistes et dans la préservation de la langue arabe et des valeurs islamiques.